# Schule Butteldorf
Die ehemalige Schule Butteldorf im niedersächsischen Elsfleth-Butteldorf Nr. 4 im Landkreis Wesermarsch stammt vom Anfang des 20. Jahrhunderts.

Aktuell (2023) wird sie als Wohnhaus, Praxis und gewerblich genutzt.
Das Gebäude steht unter Denkmalschutz (siehe auch Liste der Baudenkmale in Butteldorf).

## Beschreibung und Geschichte
Die Marschhufensiedlung Moorriem mit der südwestlichen Bauerschaft Butteldorf erstreckt sich über etwa 16 Kilometer, wurde nach 1062 gegründet und erhielt im 14. Jahrhundert die heutige Struktur mit den schmalen, oft extrem langgestreckten Parzellen. Im Abstand von ca. 50 bis 100 Metern liegen zahlreiche Hofstellen auf Wurten.
Das eingeschossige giebelständige Gebäude südlich neben der Kirche, in Backstein mit Krüppelwalmdach, segmentbogigen Öffnungen, Traufgesimsen, ansteigendem Treppenfries auf Konsolen am Giebel sowie Rahmungen der Bögen, stammt von um 1910. Das Gebäude wurde nach der Aufgabe der Schulnutzung innen umgebaut.
Das Landesdenkmalamt befand: „… geschichtliche  Bedeutung … als beispielhafte Dorfschule des frühen 20. Jhs. …“
Heute (2023) werden die Kinder an der Grundschule Moorriem (1927), Grundschule Elsfleth oder der Grundschule Lienen sowie der Oberschule Elsfleth unterrichtet.